# Moses Mosop
Moses Cheruiyot Mosop (Marakwet, 7 luglio 1985) è un maratoneta e mezzofondista keniota.

## Biografia
Ai Campionati del mondo di atletica leggera 2005 tenutisi in Finlandia vinse la medaglia di bronzo nei 10000 metri piani con un tempo inferiore rispetto ai due etiopi Kenenisa Bekele (con il tempo di 27'08"33 medaglia d'oro) e Sileshi Sihine.
Vinse la Stramilano, la mezza maratona del 2010 con un tempo di 59:20 battendo Silas Kipruto.

## Palmarès
| Anno | Manifestazione    | Sede     | Evento        | Risultato | Prestazione | Note |
| ---- | ----------------- | -------- | ------------- | --------- | ----------- | ---- |
| 2005 | Mondiali          | Helsinki | 10000 m piani | Bronzo    | 27'08"96    |      |
| 2007 | Mondiali di cross | Mombasa  | Individuale   | Oro       |             |      |
| 2007 | Mondiali di cross | Mombasa  | A squadre     | Argento   |             |      |
| 2009 | Mondiali di cross | Amman    | A squadre     | Oro       |             |      |

## Campionati nazionali
2002
- Bronzo ai campionati kenioti juniores, 10000 m piani - 28'40"6 m
- Bronzo ai campionati kenioti juniores di corsa campestre - 24'11"

2006
- Oro ai campionati kenioti, 10000 m piani - 28'18"1 m

2009
- Oro ai campionati kenioti di corsa campestre - 38'16"

## Altre competizioni internazionali
2002
- 7º ai Diecimila di Pasquetta ( Gualtieri) - 29'21"
- Argento al Cross Torres Vedras ( Torres Vedras) - 29'51"
- Argento alla Corta Mato Cidade de Amora ( Amora) - 28'59"
- 4º al Crosse Internacional de Oeiras ( Oeiras) - 24'35"

2003
- 9º alla World Athletics Final ( Monaco), 5000 m piani - 13'35"51
- 4º al Giro Media Blenio ( Dongio) - 28'51"
- Oro alla Davoser Nachtlauf ( Davos), 8 km - 22'45"
- Argento alla Scarpa d'oro ( Vigevano), 8 km - 22'58"
- 4º al Cross di Alà dei Sardi ( Alà dei Sardi) - 32'38"

2004
- Argento alla Zevenheuvelenloop ( Nimega), 15 km - 42'25"
- 4º alla 10 km du Conseil Général ( Marsiglia) - 29'39"
- Bronzo alla Corrida de l'Est Républicain ( Heillecourt), 8,8 km - 24'07"

2005
- Argento al Nairobi International Crosscountry ( Nairobi) - 34'59"
- Oro all'Almond Blossom Cross Country ( Albufeira) - 27'39"
- Bronzo al Cross IAAF Auchan Roncq ( Tourcoing) - 26'15"

2006
- Argento al Giro Media Blenio ( Dongio) - 28'27"
- Argento alla Corrida de l'Est Républicain ( Heillecourt), 8,8 km - 24'05"

2007
- Bronzo agli FBK Games ( Hengelo), 10000 m - 26'49"55
- Oro alla Montefortiana Turà ( Monteforte d'Alpone), 10,6 km - 29'06"
- Oro al Giro al Sas ( Trento), 10,5 km - 29'59"
- Argento alla Corrida de l'Est Républicain ( Heillecourt), 8,8 km - 24'16"

2008
- Oro al Giro al Sas ( Trento)
- Argento al Giro Media Blenio ( Dongio) - 29'01"
- Oro al Tuskys Wareng Cross Country ( Eldoret) - 36'34"
- Oro al Gran Premio Caceres de Campo a Traves	( Valencia de Alcántara) - 32'00"

2009
- Oro al Giro Media Blenio ( Dongio) - 28'52"
- 11º al Campaccio ( San Giorgio su Legnano) - 31'22"
- Oro al Cross di Alà dei Sardi ( Alà dei Sardi) - 31'59"
- Argento al Cross Internacional Juan Muguerza ( Elgoibar) - 31'31"

2010
- Oro alla Stramilano ( Milano) - 59'20"
- 6º alla Zevenheuvelenloop ( Nimega), 15 km - 43'09"
- Argento al Giro Media Blenio ( Dongio) - 29'05"

2011
- Argento alla Maratona di Boston ( Boston) - 2h03'06"
- Oro alla Maratona di Chicago ( Chicago) - 2h05'37"
- Oro al Prefontaine Classic ( Eugene), 30000 m piani - 1h26'47"4
- Argento alla Mezza maratona di Parigi ( Parigi) - 1h01'47"
- Bronzo alla B.A.A 10-K ( Boston) - 28'29"

2012
- Bronzo alla Maratona di Rotterdam ( Rotterdam) - 2h05'03"
- 6º alla Mezza maratona di Parigi ( Parigi) - 1h02'00"

2013
- 8º alla Maratona di Chicago ( Chicago) - 2h11'19"

2014
- 12º alla Maratona di Praga ( Praga) - 2h20'37"

2015
- Oro alla Xiamen International Marathon ( Xiamen) - 2h06'19"

2016
- Bronzo alla Dongying Yellow River Marathon ( Dongying) - 2h09'33"